# 海伦娜·罗森达尔·巴赫
海伦娜·罗森达尔·巴赫（丹麥語：Helena Rosendahl Bach，2000年6月12日—），丹麦女子游泳运动员，2022年欧洲游泳锦标赛女子200米蝶泳银牌得主、2024年世界游泳锦标赛女子200米蝶泳银牌得主。